# Museo de arte islámico de Doha
El Museo de Arte Islámico de Doha es un museo situado en la localidad de Doha, capital de Catar, dedicado al arte islámico desde el siglo VII al XIX en el que se incluyen diversos objetos desde manuscritos hasta textiles. El edificio es obra del arquitecto sino-estadounidense Ieoh Ming Pei y se inauguró y abrió al público el 1 de diciembre de 2008.

## Edificio

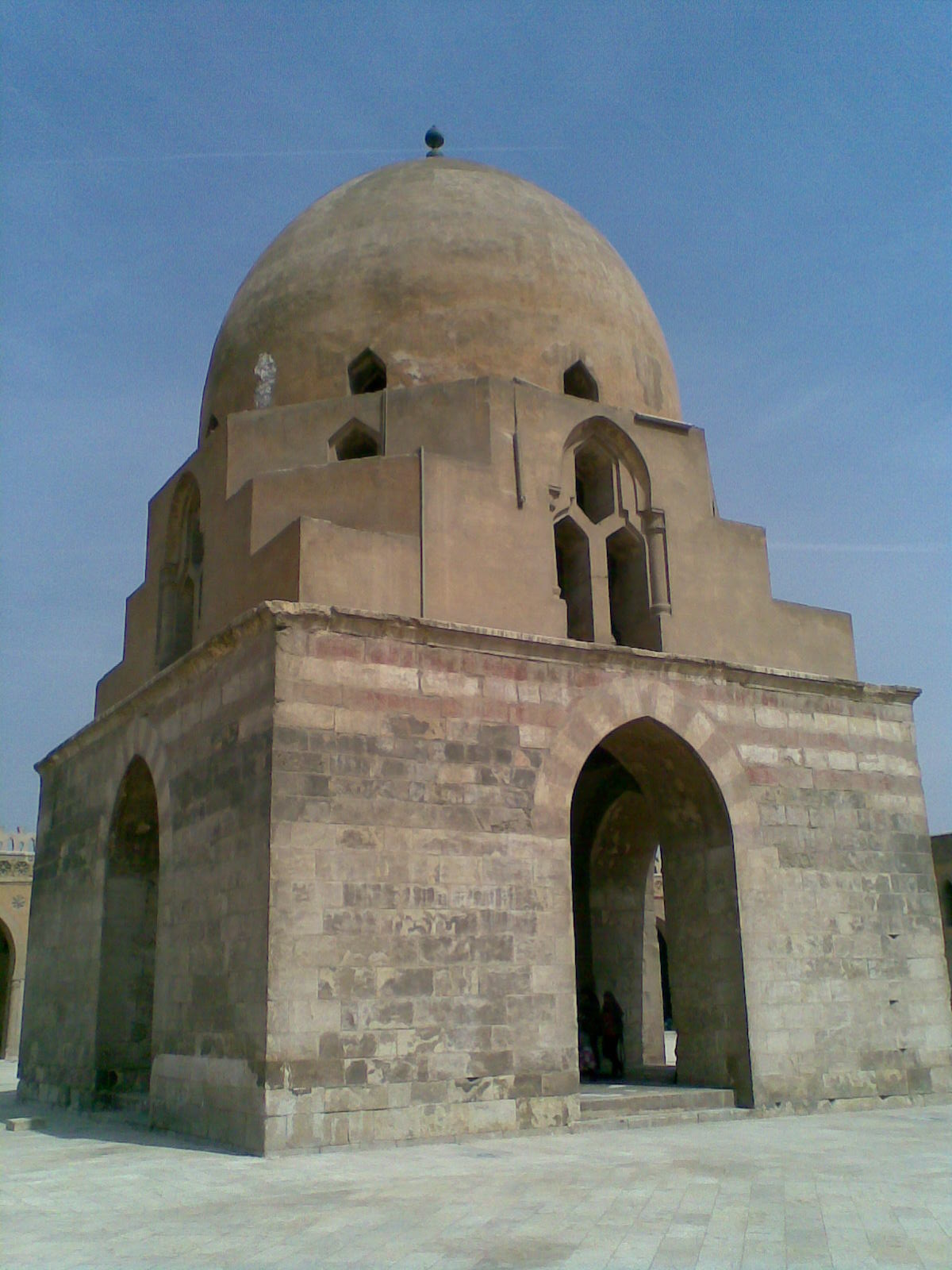
Mezquita de Ahmad Ibn Tulun, en la que se inspiró Ieoh Ming Pei para construir el edificio del Museo.

El Museo está situado en una isla artificial en un extremo de la Bahía de Doha rodeado por un malecón curvo. Ocupa un área de 35 000 m² más un edificio con fines educativos que tiene otros 2700 m². El conjunto está rodeado de un parque de 10 ha.
El edificio fue diseñado por el arquitecto estadounidense Ieoh Ming Pei, quien se embarcó en un viaje de preparación de seis meses visitando las obras maestras de la arquitectura islámica, desde la Alhambra de Granada en España hasta las mezquitas de El Cairo. 
Finalmente el arquitecto encontró la inspiración en la Mezquita de Ibn Tulun de El Cairo cuya sencillez de formas geométricas, lo que el arquitecto llamó la esencia de la arquitectura islámica, trató de plasmar en su diseño del museo. Los diseños del interior del museo corrieron a cargo del arquitecto y diseñador francés Jean-Michel Wilmotte

## Colecciones
El museo alberga una colección, no muy extensa en cantidad, pero de muy alta calidad, de piezas diversos materiales: cerámica, metal y vidrio. También tiene manuscritos y textiles, reunidos durante los últimos veinte años. Los objetos provienen de un amplio abanico de países, desde España, de donde vienen unas interesantes piezas de arte andalusí, Egipto, Irán, Turquía e incluso India.